# Болдырев, Матвей Фролович
 Матвей Фролович (Флорович) Болдырев  (1839, Саратов — 1903/1904, Казань) — русский врач, заслуженный профессор Казанского университета.

## Биография
Родился в Саратове в семье губернского ветеринарного врача 6 (18) августа 1839 года (ошибочно указаны отчество и год рождения в Малом энциклопедическом словаре Брокгауза и Ефрона).
Окончив в 1856 году курс в Пермской гимназии, поступил на медицинский факультет Казанского университета. По окончании университетского курса со степенью лекаря, с 14 октября 1861 и по 28 апреля 1862 года нёс обязанности студенческого врача, а с 23 декабря 1861 года был определён помощником инспектора студентов и занимал эту должность до конца 1867 года. Одновременно, с 1 февраля 1863 года по 5 марта 1865 года он исполнял должность ординатора университетской клиники. Был уволен со службы 15 декабря 1867 года.
Получив в Киевском университете 1 сентября 1871 года степень доктора медицины за диссертацию «Сосуды и нервы слизистой оболочки гортани»; 30 октября 1872 года был утверждён приват-доцентом по ларингоскопии и с 10 февраля 1873 года снова находился на службе в Казанском университете. Затем, 10 февраля 1878 года, он был избран доцентом энциклопедии и истории медицины, с поручением продолжать преподавание ларингоскопии.
В 1878 году участвовал в качестве врача в русско-турецкой войне 1877—1878 гг.
Назначенный 1 июня 1881 года старшим врачом Казанской губернской земской больницы, оставался в этой должности до 15 мая 1897 года. При введении в действие университетского устава 1884 года оставлен за штатом и с 31 октября 1886 года преподавал ларингоскопию в качестве приват-доцента, а 1 декабря 1887 года был назначен сверхштатным экстраординарным профессором по кафедре частной терапии, продолжая преподавание ларингоскопии. С 27 ноября 1888 года — штатный экстраординарный, а с 1 июня 1894 года — ординарный профессор по занимаемой кафедре.
С 28 декабря 1888 года состоял в чине действительного статского советника. Был награждён орденами Св. Владимира 4-й ст. (1879) и Св. Станислава 2-й ст. (1884).
В 1898 году: 21 февраля получил звание заслуженного профессора, а 1 ноября был уволен со службы по собственному желанию.
Скончался в Казани после продолжительной болезни 27 декабря 1903 (9 января 1904) года. Похоронен на кладбище казанского Спасо-Преображенского монастыря.